# Ефимов, Владимир Георгиевич
Владимир Георгиевич Ефимов (род. 1947) — советский, украинский и российский художник кино.
Родился 26 мая 1947 года. Окончил художественное училище (1966) и художественный факультет Всесоюзного государственного института кинематографии (1972).
С 1972 года был художником-постановщиком Одесской киностудии.
В 1978—1995 годах был членом Союза кинематографистов Украины.
С 1994 года живёт и работает в Москве.

## Фильмография
Оформил ленты (ряд из них сделано с Н. Ефимовой):
- «Мальчишку звали Капитаном» (1973),
- «Рейс первый, рейс последний» (1974, в соавт. с Н. Ивлевой)
- «Ответная мера» (1974, в соавт. с Н. Ивлевой)
- «Контрмера» (1975)
- «Отпуск, который не состоялся» (1976, в соавт.)
- «В степи под Одессой» (1976, т/ф)
- «Фантазии Веснухина» (1976, т/ф)
- «Мы вместе, мама!» (1976, т/ф)
- «Хлеб детства моего» (1977)
- «По улицам комод водили» (1978)
- «На Новый год» (1980, т/ф, новелла «Зигзаг»)
- «Второе рождение» (1980, т/ф)
- «4:0 в пользу Тани» (1982)
- «В двух шагах от „Рая“» (1984, в соавт. с Л. Россохой)
- «Что у Сеньки было» (1984)
- «Дайте нам мужчин!» (1985)
- «Питер Пэн» (1987)
- «Мудромер» (1988)
- «Волки в зоне» (1990)
- «Рок-н-ролл для принцесс» (1990, в соавт. с М. Бесчастновым)
- «Шереметьево-2» (1990)
- «Сверчок за очагом» (2001)
- «Пизанская башня» (2010) и др.